# Arhopala thamyras
Arhopala thamyras is een vlinder uit de familie Lycaenidae. De wetenschappelijke naam is gepubliceerd in 1758 door Linnaeus in de tiende editie van Systema naturae.